# 馬東 (格勞賓登州)

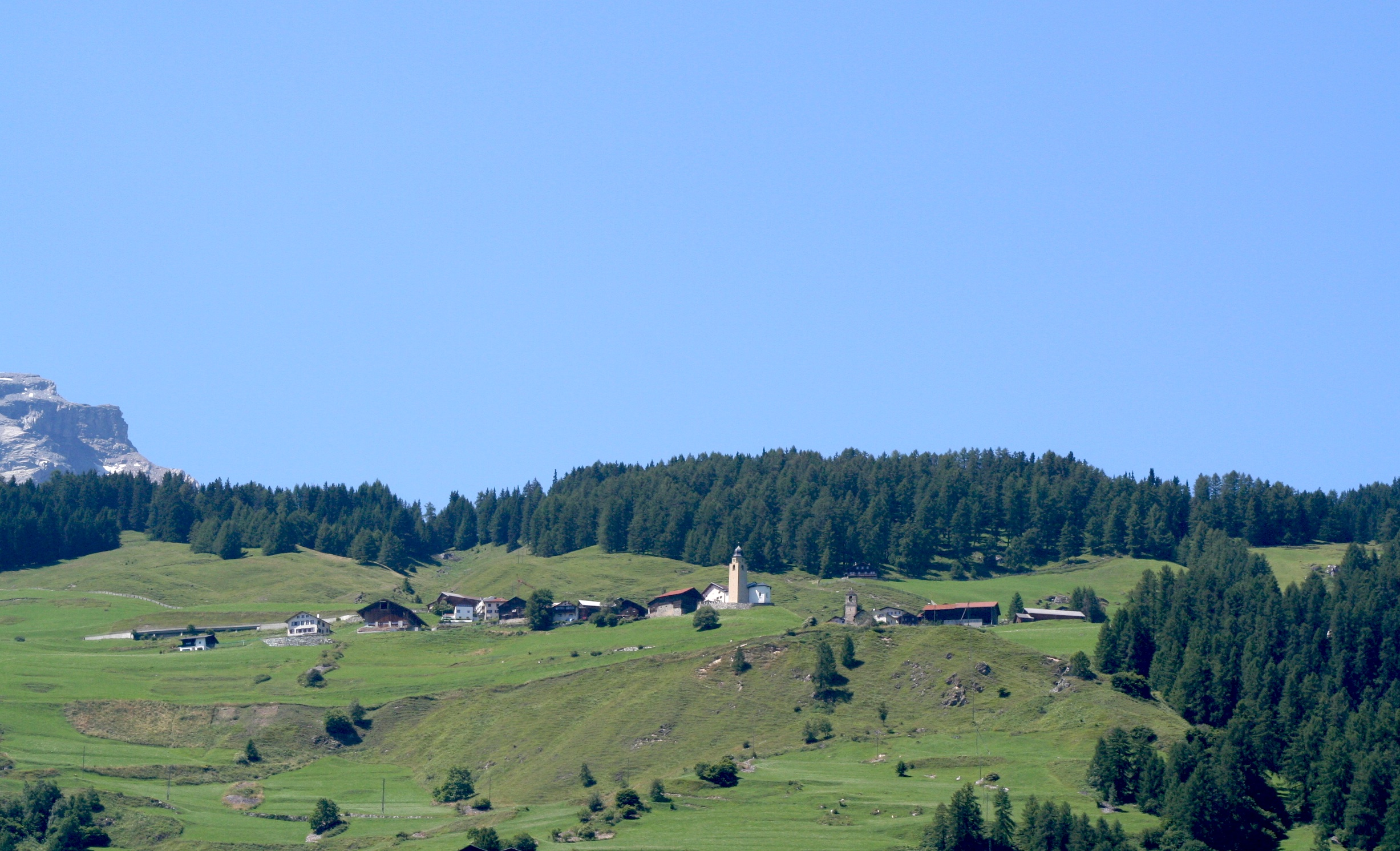

馬東是瑞士的城鎮，位於該國東部，由格勞賓登州負責管轄，面積15.13平方公里，海拔高度865米，2011年人口49，超過一半居民使用羅曼什語，人口密度每平方公里3人。

## 外部連結
- Official Web site